# هازجة البطائح

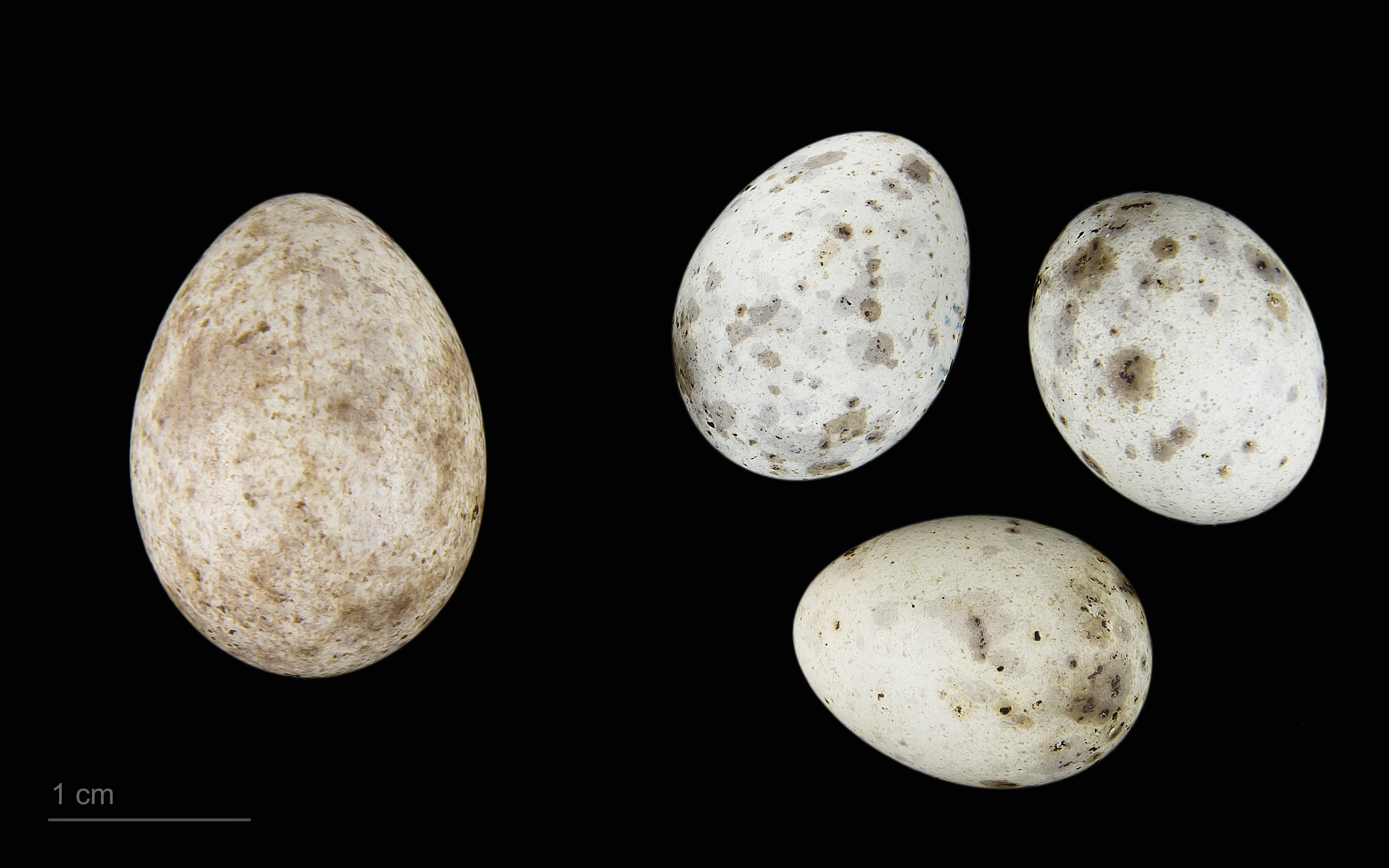
Cuculus canorus canorus + Acrocephalus palustris

هازجة البطائح (الاسم العلمي: Acrocephalus palustris) (بالإنجليزية: Marsh Warbler)‏، هو طائر ينتمي إلى (فصيلة: Acrocephalidae).